# 長鰭細鱗盔魚
長鰭細鱗盔魚（学名：Hologymnosus longipes）為輻鰭魚綱鱸形目隆頭魚亞目隆頭魚科的其中一種，分布於西太平洋區，包括新喀里多尼亞、萬那杜、忠誠島、大堡礁等海域，棲息深度5-30公尺，體長可達40公分，棲息在潟湖及臨海礁石，生活習性不明。
其种加词“Longipes”意为“长鳍的”。